# Драган Краповић
Драган Краповић (Титоград, 26. август 1976) је српски и црногорски економиста и политичар. Од 2023. обавља функцију министра одбране Црне Горе. Између 2016. и 2018. био је председник општине Будва. Члан је странке Демократска Црна Гора.

## Биографија
Рођен је у српској породици у Титограду, у тадашњој Социјалистичкој Републици Црној Гори. Дипломирани је економиста.
Радио је у правном сектору Комерцијалне банке а. д. Будва. Од 2009. власник је приватног предузећа које се бави туризмом и кетерингом.